# Siarhiej Papkou
Siarhiej Piatrowicz Papkou (biał. Сяргей Пятровіч Папкоў, ros. Сергей Петрович Попков, Siergiej Pietrowicz Popkow; ur. 13 lutego 1940) – białoruski polityk, w latach 1990–1995 deputowany do Rady Najwyższej Białoruskiej SRR/Rady Najwyższej Republiki Białorusi XII kadencji; członek Opozycji BNF – frakcji parlamentarnej partii Białoruski Front Ludowy (Biełaruski Narodny Front) – o charakterze antykomunistycznym i niepodległościowym; w latach 1995–1999 wiceprzewodniczący BFL; od 1999 roku polityk Konserwatywno-Chrześcijańskiej Partii – BNF.

## Życiorys

### Młodość
Urodził się 13 lutego 1940 roku. Ukończył studia na Wydziale Fizyczno-Technicznym Dniepropetrowskiego Uniwersytetu Państwowego ze specjalizacją technika rakietowa i obliczeniowa. Pracował w Mińskim Zjednoczeniu Produkcyjnym „Intehrał”, był dyrektorem Mińskiego Zakładu Naukowo-Produkcyjnego „Rif-M”. Należał do KPZR. Pod wpływem idei białoruskiego odrodzenia narodowego przełomu lat 80. i 90. opuścił tę partię i wstąpił do Białoruskiego Frontu Ludowego.

### Działalność parlamentarna
W 1990 roku został wybrany na deputowanego ludowego do Rady Najwyższej Białoruskiej SRR z Kastrycznickiego Okręgu Wyborczego Nr 21 miasta Mińska. Wchodził w skład Komisji Rady Najwyższej ds. Reformy Gospodarczej, Osiągnięcia Samodzielności Ekonomicznej i Suwerenności Republiki. Był również członkiem tzw. Gabinetu Cieni Opozycji BNF.
Brał udział w opracowaniu i przyjęciu Deklaracji o Państwowej Suwerenności Białorusi, przygotowaniu projektów ustaw na nadzwyczajnej sesji Rady Najwyższej 24–25 sierpnia 1991 roku, w czasie której ogłoszono niepodległość Białorusi.
Współautor Koncepcji przejścia Białoruskiej SRR na gospodarkę rynkową (jesień 1990 r.), Koncepcji reformy ekonomicznej w Republice Białorusi (wiosna 1992 r.), Głównych kierunków reform dla wyjścia z kryzysu – przedwyborczej platformy ekonomicznej BFL „Odrodzenie” (wiosna 1995 r.) i szeregu projektów ustaw w dziedziny gospodarki i prywatyzacji. Uczestnik głodówki deputowanych Opozycji BNF 11–12 kwietnia 1995 roku w Sali Owalnej parlamentu, ogłoszonej na znak protestu przeciwko zainicjowanemu przez prezydenta Łukaszenkę referendum na temat wprowadzenia języka rosyjskiego jako drugiego języka państwowego, zmiany symboli państwowych Białorusi (biało-czerwono-białej flagi i herbu Pogoni) na symbole nawiązujące do radzieckich (obecne godło i flaga Białorusi), integracji ekonomicznej z Federacją Rosyjską i prawa prezydenta do rozwiązywania parlamentu. W nocy z 11 na 12 kwietnia został razem z innymi protestującymi wywleczony siłą z sali parlamentu przez zamaskowanych funkcjonariuszy wojska i służb specjalnych, pobity, wepchnięty do samochodu, wywieziony, a następnie wyrzucony na ulicy w centrum Mińska.
W 2010 roku Zianon Pazniak opisał w swoich wspomnieniach Siarhieja Papkoua z początku lat 90. następująco:

Papkou jest z tych ludzi, którzy jak gdyby niczym nie wyróżniają się, nie błyszczą ostrością wypowiedzi, nie zwracają na siebie uwagi i nie lubią robić wrażenia swoją osobą. Tymczasem to bardzo dobry analityk systemowy, profesjonalnie orientuje się w analizie systemowej, znakomicie wyczuwa powiązania między zjawiskami w polityce i polityczne procesy. Głęboko interesuje się ekonomią. Człowiek samozdyscyplinowany i odpowiedzialny. Pamiętam, że aby przeżyć z rodziną w ciężkich latach 90., zajął się jakąś prościutką przedsiębiorczością, zarabiał mizernie. Ale często przychodził wtedy do siedziby BFL i dawał na Front 100–200 dolarów („Ja tu – mówi – trochę zarobiłem”) i znikał. Takie zachowanie charakteryzowało człowieka, który żył dla Białorusi, nigdzie o tym nie dzwoniąc.

### Późniejsza działalność polityczna
W latach 1995–1999 Siarhiej Papkou był wiceprzewodniczącym Białoruskiego Frontu Ludowego. W 1999 roku, podczas VI Zjazdu BFL doszło do rozłamu w partii, w wyniku którego powstały dwa ugrupowania: Konserwatywno-Chrześcijańska Partia – BNF (KChP-BNF) pod kierownictwem Zianona Pazniaka oraz Partia BNF pod kierownictwem Wincuka Wiaczorki. Papkou na Zjeździe stanął na czele grupy popierającej kandydaturę Pazniaka na stanowisko przewodniczącego, a później na czele założycieli KChP-BNF. Obecnie pełni funkcję wiceprzewodniczącego partii.
17 listopada 2010 roku ok. godziny 19:45, Siarhiej Papkou wraz z Juryjem Bieleńkim zostali zatrzymani przez białoruskich pograniczników na granicy białorusko-litewskiej, na przejściu granicznym „Kamienny Łoh”, w czasie podróży autobusem relacji Kowno – Mińsk z Litwy na Białoruś. Przy politykach znaleziono książki autorstwa Zianona Pazniaka Ciażki czas i Deputaty niezależnaści. Zostali oni zmuszeni do opuszczenia pojazdu, książki zaś zatrzymano do ekspertyzy. Zdaniem Bieleńkiego, incydent miał charakter polityczny i był reakcją na nazwisko Pazniaka, jak też związany był ze zbliżającymi się wyborami prezydenckimi 19 grudnia.

## Odznaczenia
- Medal 100-lecia Białoruskiej Republiki Ludowej – 2019[7]